# Elodea bifoliata
Elodea bifoliata là một loài thực vật có hoa trong họ Hydrocharitaceae. Loài này được H.St.John mô tả khoa học đầu tiên năm 1962.